# 漢堡大學 (麥當勞)
漢堡大學（英語：Hamburger University）是麥當勞公司成立的一所校地有13萬平方英尺（1萬2千平方公尺）的培訓中心，創校於1961年。校址座落在伊利诺伊州奥克布鲁克，芝加哥的西郊。這所企業大學的課程規劃，是希望能讓員工們從餐廳管理學中學到各方面的知識。目前，至少有8萬名的速食店經理、中階經理，以及店長從漢堡大學中畢業。

## 校區
- 2002年2月4日，位於香港的漢堡大學正式開幕[3][4]。
- 2010年3月30日，從香港遷至上海的漢堡大學正式開幕[5][6]。

## 娛樂文化
1986年，漢堡大學在一部喜劇片《漢堡...電影版》（Hamburger... The Motion Picture）中曾被拿來惡搞(KUSO)。

## 外部連結
- Hamburger University - McDonalds （页面存档备份，存于）